# Киндальское сельское поселение
Кинда́льское се́льское поселе́ние — муниципальное образование (сельское поселение) в Каргасокском районе Томской области, Россия. В состав поселения входят 2 населённых пункта. Административный центр поселения — село Киндал. Население — 129 чел. (2021).
Первый населённый пункт на территории поселения — село Киндал — был основан в 1890—1900 гг.

## География
Поселение располагается на берегу реки Оби. Населённые пункты — Киндал и Казальцево — разделены рекой, а также островом, расположенным посреди её течения. Площадь — 73,37 км². Расстояние до райцентра — 32 км.

## Население
| 2002 | 2010 | 2012 | 2013 | 2014 | 2015 | 2016 |
| ---- | ---- | ---- | ---- | ---- | ---- | ---- |
| 270  | ↘227 | ↘223 | ↘220 | ↘216 | ↘214 | ↘210 |
| 2017 | 2018 | 2019 | 2020 | 2021 |      |      |
| ↗213 | ↘204 | ↘200 | ↘199 | ↘129 |      |      |

## Населённые пункты и власть
| Населённый пункт | Население (01.08.2012) |
| ---------------- | ---------------------- |
| с. Киндал        | 204                    |
| д. Казальцево    | 19                     |

Сельским поселением управляют глава поселения и Совет. Глава сельского поселения — Волков Владимир Васильевич.

## Экономика
Основу местной экономики составляют сельское хозяйство, розничная торговля и рыболовство. Работает филиал МУП «Теплоэнергоснаб».

## Образование и культура
На территории поселения работают: школа, фельдшерско-акушерский пункт, библиотечно-досуговый центр.